# 熊次村
熊次村（くまつぎそん）は、兵庫県美方郡にあった村。現在の養父市の北西端、八木川の上流域にあたる。

## 地理
- 山岳 ： 氷ノ山、赤倉山、高丸山、鉢伏山
- 河川 ： 八木川

## 歴史
- 1889年（明治22年）4月1日 - 町村制の施行により、七美郡大野村・葛畑村・別宮村・小路比村・川原場村・外野村・草出村・梨ヶ原村・丹戸村・奈良尾村・福定村・大久保村の区域をもって発足。
- 1896年（明治29年）4月1日 - 所属郡が美方郡に変更。大字大野が兎塚村に編入。
- 1956年（昭和31年）8月1日 - 養父郡関宮村と合併して養父郡関宮町が発足。同日熊次村廃止。